# Lista jocurilor video pentru Atari ST
Aceasta este of lista de jocuri video create pentru Atari ST
Cuprins: Început - 0–9 A B C D E F G H I J K L M N O P Q R S T U V W X Y Z

## 0-9
- 007: Licence to Kill
- 500cc Grand Prix
- 10th Frame
- 1943
- 20,000 Leagues Under the Sea
- 221B Baker Street
- 3D Construction Kit
- 3D Construction Kit 2
- 3D Galax
- 3rd Reich
- 4D Sports Boxing
- 5 Intelligent Strategy Games
- 5th Gear
- 8 Ball Pool

## A
- A Dark Sky Over Paradise
- A Mind Forever Voyaging
- A Prehistoric Tale
- A Question of Sport
- A320 Airbus
- Aaargh!
- Abombinaball
- Academy
- Action Fighter
- Action Service
- Addams Family, The
- Advanced Dungeons & Dragons: Heroes of the Lance
- Addictaball
- Advanced Destroyer Simulator
- Advanced Fruit Machine Simulator
- Advanced Rugby Simulator
- Advanced Ski Simulator
- Advantage Tennis
- Adventure Quest
- Africa Korps
- African Raiders-01
- After the War
- Afterburner
- Air Bucks
- Air Support
- Airball
- Airborne Ranger
- Albedo
- Alcantor
- Alcatraz
- Alien Legion
- Alien Storm
- Alien Syndrome
- Alien Thing
- Alpha Waves
- Alphamax
- Alpine Games
- Altair
- Altered Beast
- Alternate Reality: The City
- Amazon
- Amberstar
- American Civil War
- American Ice Hockey
- Ammotrak
- Anarchy
- Ancient Battles
- Ancient Games
- Andes Attack
- Angel Nieto Pole 500cc
- Animal Kingdom
- Annals of Rome
- Another World
- Antago
- Apprentice
- Aquanaut
- Arcade Fruit Machine
- Arcade Trivia Quiz
- Archer Maclean's Pool
- Archipelagos
- Arcticfox
- Arena
- Arkanoid
- Arkanoid 2: Revenge Of Doh
- Armada
- Armalyte
- Armour-Geddon
- Army Moves
- Artificial Dreams
- Artura
- Asgard
- Astaroth
- Astate
- Asterix
- Asterix in Operation Getafix
- Asteroids Deluxe
- Astro Marine Corps
- ATF Advanced Tactical Fighter
- ATF Advanced Tactical Fighter 2
- Atomic Robo-Kid
- Atomino
- Atomix
- Aussie Joker Poker
- Austerlitz
- Autodual
- AV-8B Harrier Assault
- Avon and Monsters of Murdac
- Awesome
- Axel's Magic Hammer
- Ayatolla Invaders
- Azarian

## B
- Baal
- Baby Jo
- Backlash
- Badlands Pete
- Balance of Power
- Ballerburg
- Ballistix
- Ballyhoo
- Barbarian(Psygnosis)
- Barbarian (Palace Software)
- Bard's Tale, The
- Batman
- Battle Chess
- Battlezone
- Bermuda Project
- Beyond the Ice Palace
- Black Lamp
- Blood Money
- Bloodwych
- Bolo
- Bombjack
- Bombs Away
- Bombuzal
- Boulder Dash Construction Kit
- Brataccas
- Breakout
- Bubble Bobble
- Bubble Dizzy
- Bubble Ghost
- Buggy Boy

## C
- Cadaver
- California Games
- Campaign
- Cannon Fodder
- Captain Blood
- Captive
- Carrier Command
- Catch 22
- Chambers of Shaolin
- Champion of the Raj
- Championship Manager
- Chaos Engine, The
- Chaos Strikes Back
- Chuck Rock
- Chicago 90
- Colonial Conquest
- Commando
- Conqueror
- Countdown to Doom
- Cutthroats
- Cruise for a Corpse
- Crystal Castles
- Crystal Kingdom Dizzy
- Cybernoid
- Civilization

## D
- Dark Side
- Days of Thunder
- Deep Space
- Defender of the Crown
- Deflektor
- Delta Patrol
- Disciples of Steel
- Dizzy Prince of the Yolkfolk
- Donald Duck's Playground
- Double Dragon
- Double Dragon II: The Revenge
- Double Dragon 3: The Rosetta Stone
- Downhill Challenge
- Dragonflight
- Dragons of Flame
- Dragons Breath
- Drakkhen
- Duck Dash
- Dungeon Master
- Dynamite Dux

## E
- Elf
- Eliminator
- Elite
- Elvira: Mistress of the Dark
- Elvira II: The Jaws of Cerberus
- Empire: Wargame of the Century
- Endurance
- Entombed
- Epic
- Escape From the Planet of the Robot Monsters
- Exile

## F
- F-15 Strike Eagle
- F-19 Stealth Fighter
- F40 Pursuit Simulator
- Falcon
- Fantasy World Dizzy
- Fate: Gates of Dawn
- Football Manager
- Football Manager 2
- Football Manager World Cup Edition
- Fred
- Fighter Bomber
- Fire and Forget
- Fire and Ice
- First Division Manager
- Flight Simulator II
- Flood
- Fool's Errand, The
- Forgotten Worlds
- Frontier: Elite 2
- Final Fight

## G
- Garfield: Big Fat Hairy Deal
- Gauntlet
- Germ Crazy
- Gods
- Golden Axe
- Gold of the Americas
- Gold Rush!
- Goldrunner
- Grand Monster Slam
- Great Courts 2
- Guild of Thieves, The

## H
- H.E.R.O.
- Hacker
- Hacker II: The Doomsday Papers
- Hacman
- Hardball!
- Heimdall
- Herman
- HeroQuest
- Hex
- Highway Patrol 2
- Holocaust
- Hostages
- Hudson Hawk
- Hunter

## I
- Ikari Warriors
- Indoor Sports
- International Karate
- International Sports Challenge
- Interphase
- Ishar
- Ishar 2
- Ishar 3

## J
- Jack Nicklaus' Greatest 18 Holes of Major Championship Golf
- James Pond
- Jet
- Jewels of Darkness
- Joust
- Jumble Up
- Jumping Jack'son
- Jupiter Probe

## K
- Karateka
- Karting Grand Prix
- Kenny Dalglish Soccer Manager
- Kick Off
- Kick Off 2
- Killerball
- King of Chicago
- King's Quest I
- King's Quest II
- King's Quest III
- King's Quest IV
- Knightmare
- Kristal, The

## L
- Laser Chess
- Laser Squad
- Last Arcadian
- Leaderboard
- Leander
- Leather Goddesses of Phobos
- Legend of Faerghail
- Legends of Valour
- Leisure Suit Larry
- Lemmings
- Lemmings 2
- Lethal Xcess
- Leviathan
- Life & Death
- Light Corridor, The
- Line of Fire
- Llamatron
- Lombard RAC Rally
- Lost Dutchman Mine
- Lotus Esprit Turbo Challenge
- Lotus Turbo Challenge 2
- Lotus III: The Ultimate Challenge
- Lurking Horror, The

## M
- Macadam Bumper
- Mad Professor Mariarti
- Magicland Dizzy
- Major Motion
- Maniac Mansion
- Magic Boy
- Magic Pockets
- Marble Madness
- Masterblazer
- Medieval Chess
- Mega Lo Mania
- Megaroids
- Metal Mutant
- Metro-Cross
- MIDI Maze
- Midnight Resistance
- Midwinter
- Midway Battles
- Motor Massacre
- Myth

## N
- Nebulus
- New Zealand Story
- Ninja Mission
- Ninja Warriors
- Nitro
- No Second Prize
- North versus South

## O
- Obliterator
- Obsession
- Oh No! More Lemmings
- Oids
- Onslaught
- Operation Wolf
- Orbiter
- Out Run
- Overlander
- Oxyd
- Oxyd 2
- Ozone

## P
- Pac-Mania
- Pacific Islands
- Paperboy
- Parasol Stars
- Pawn, The
- Personal Nightmare
- Phantasie
- Player Manager
- PlaySpell
- Pinball Wizard
- Pipe Mania
- Prehistorik
- Prince of Persia
- Pro Boxing Simulator
- Police Quest
- Populous
- Populous II: Trials of the Olympian Gods
- Power Drift
- Power Up
- Powermonger
- President Elect
- Projectyle
- Purple Saturn Day

## Q
- Quadralien

## R
- R-Type
- Rainbow Islands
- Railroad Tycoon
- Rampage
- Ranarama
- Reaction
- Red Lightning
- Resolution 101
- Revenge of the Mutant Camels
- Rick Dangerous
- Rick Dangerous 2
- Risky Woods
- Road Runner
- Roadblasters
- Roadwar 2000
- Roadwar Europa
- Roadwars
- Robocod
- Robocop
- Rock 'n' Roll
- Rodland
- Rogue

## S
- Saint Dragon
- Sensible Soccer
- Sensible World of Soccer
- Seymour Goes to Hollywood
- Shadow Sorcerer
- Shoot'Em-Up Construction Kit
- Sid Meier's Pirates!
- Siegemaster
- SimCity
- Simulcra
- Skrull
- Space Ace
- Space Crusade
- Space Gun
- Space Harrier
- Space Quest I
- Space Quest II
- Space Quest III
- Speedball
- Speedball 2
- Spellbound Dizzy
- SpySnatcher
- Starglider
- Starglider 2
- Starquake
- Star Fleet I: The War Begins
- Starflight
- Star Raiders
- Star Trek: The Rebel Universe
- Star Wars (Domark)
- Star Wars: The Empire Strikes Back (Domark)
- STellar Chaos
- Stellar Crusade
- Strider
- Street Fighter
- Street Fighter II
- Stunt Car Racer
- SubStation
- Summer Games
- Summer Olympiad
- SunDog: Frozen Legacy
- Super Cars
- Super Cars 2
- Super Hang-On
- Super Huey
- Super Wonderboy
- Superman: The Man of Steel
- SWIV
- Sword of Kadesh

## T
- Teenage Mutant Ninja Turtles
- Teenage Mutant Ninja Turtles II: The Arcade Game
- Temple of Apshai Trilogy
- Terramex
- Test Drive
- Tetris
- ThunderCats
- Thunderhawk
- Time Bandit
- Titan
- Total Eclipse
- Tower of Babel
- Tower Toppler
- Tracksuit Manager
- Treasure Island Dizzy
- Trinity
- Triple Yahtzee
- Turrican II: The Final Fight
- Typhoon Thompson

## U
- Under Pressure
- Universe 2
- Ultima II
- Ultima III
- Ultima IV
- Ultima V
- Ultima VI
- Utopia

## V
- Venus the Flytrap
- Virus
- Vixen
- Volfied
- Vroom

## W
- Wacky Races
- War in Middle Earth
- Waterloo
- Weird Dreams
- Well'Ard
- Winnie the Pooh in the Hundred Acre Wood
- Winter Games
- Winter Olympiad 88
- Wizball
- Wizkid
- Wonder Boy in Monster Land
- Wonderland

## X
- Xenon
- Xenon 2 Megablast
- X-Out

## Y
- Yolanda

## Z
- Zak McKracken and the Alien Mindbenders
- Zool
- Zork I: The Great Underground Empire
- Zork II: The Wizard of Frobozz
- Zork III: The Dungeon Master
- Zynaps